# Возрождённая Армения (обелиск)
Обелиск «Возрождённая Армения» (ранее «50 лет Советской Армении») — монумент в Ереване, Армения. Расположен в административном районе Арабкир, в начале проспекта Азатутюн, на вершине комплекса Каскада. Общая высота составляет 50 метров. Авторы монумента — архитекторы Джим Торосян и Саркис Гурзадян.

## История
Закладка обелиска состоялась 4 мая 1961 года, в дни празднования 40-летия Советской Армении. По этому случаю был организован митинг.
Торжественное открытие памятника состоялось 6 октября 1967 года. Первоначально обелиск был посвящён 50-летию Великой Октябрьской социалистической революции. Позднее он стал носить название «50 лет Советской Армении».

## Описание
Стоящий на бровке Канакерского плато обелиск завершает главную планировочную ось Еревана «север-юг», включающую Северный проспект, улицу Таманяна и Каскад. Монолитный каменный обелиск квадратный в плане. В его основании рельефные изображения «знаков вечности» (аревахач). На поверхности обелиска высечены также слова поэта и рельефные изображения в стиле древних хачкаров. На вершине обелиска между двумя зубцами — золотой лепесток, повёрнутый плоскостью к центру города. Эти зубчатые завершения можно трактовать и как две руки, защищающие нежный росток.

## Галерея

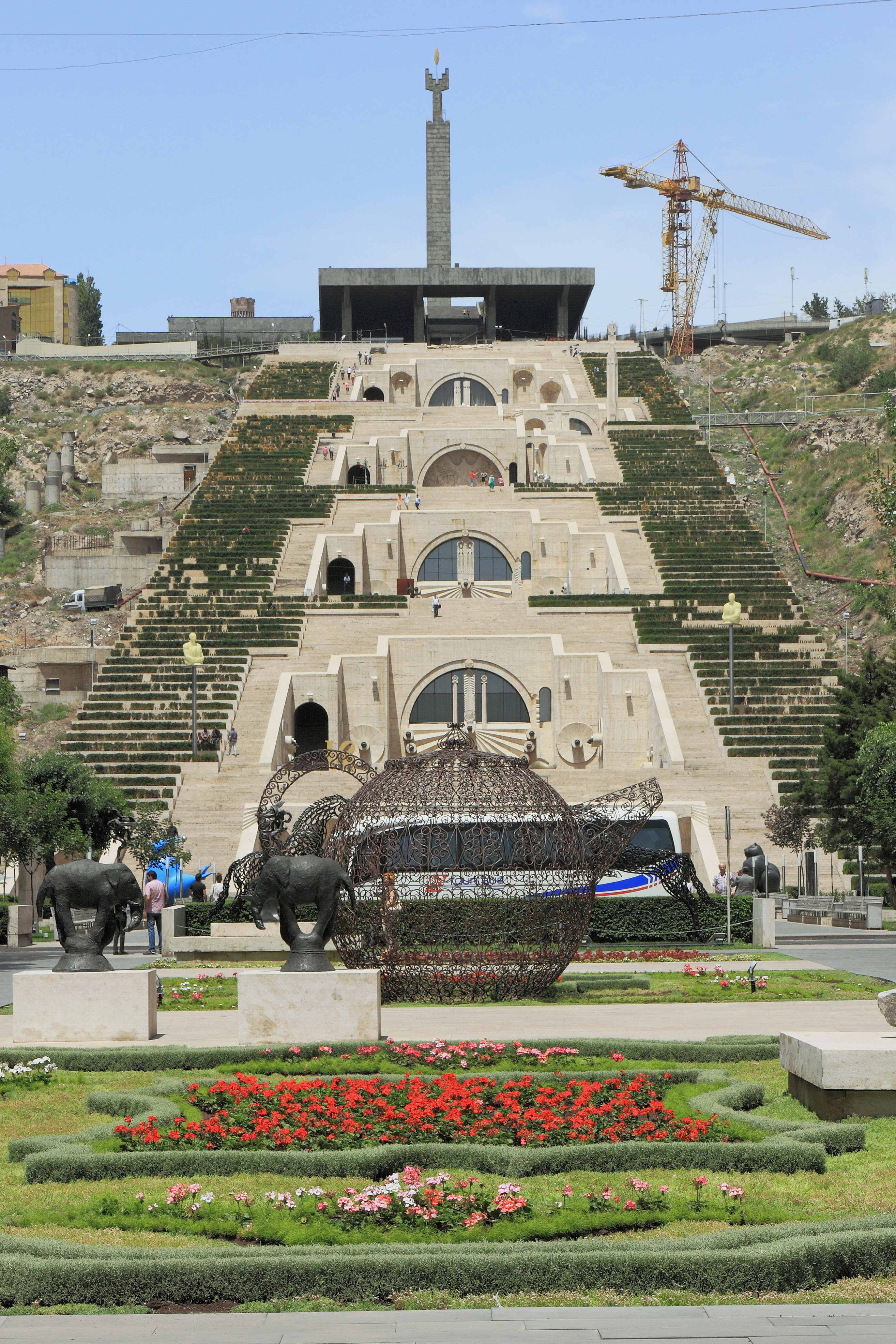
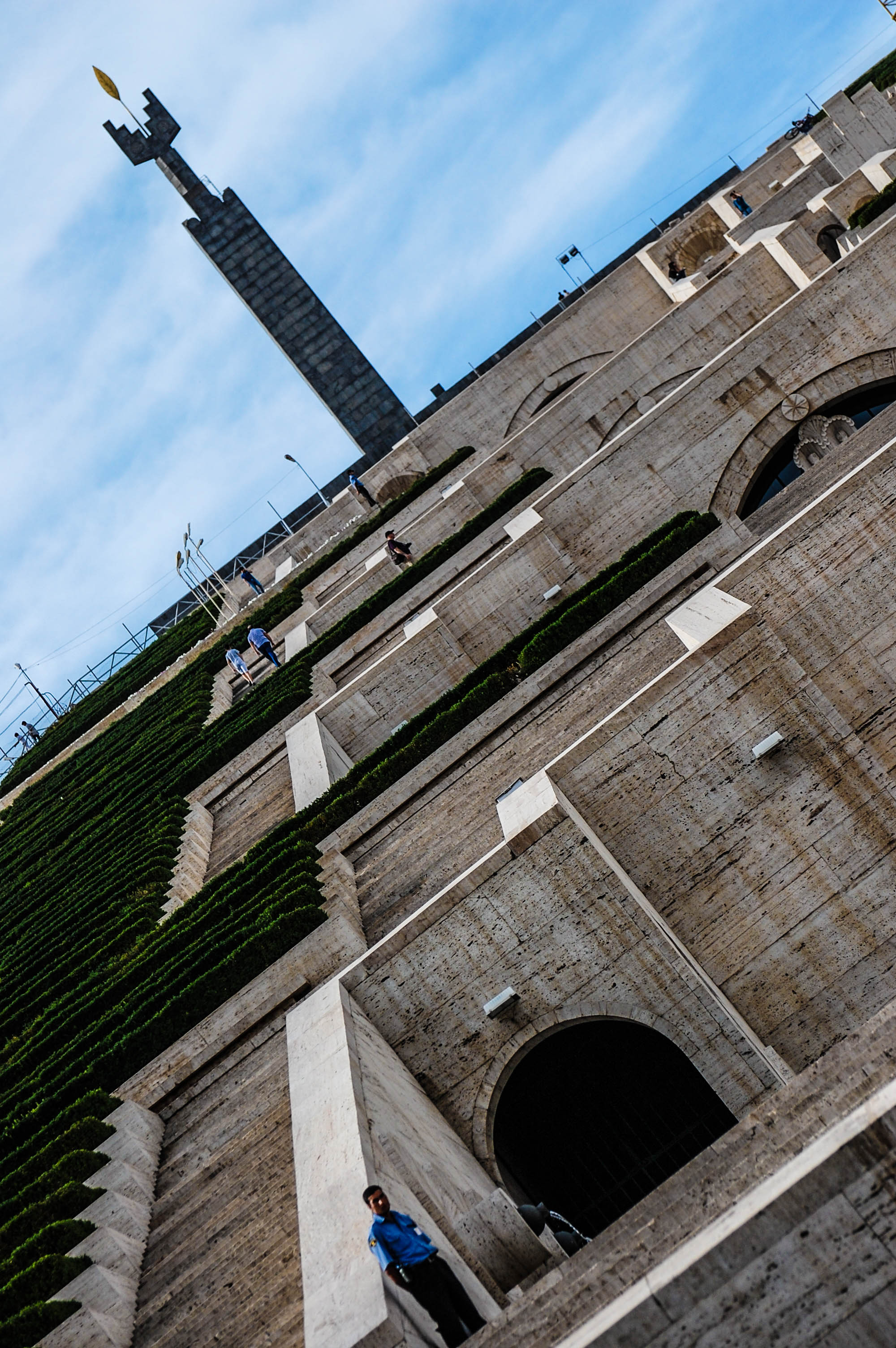
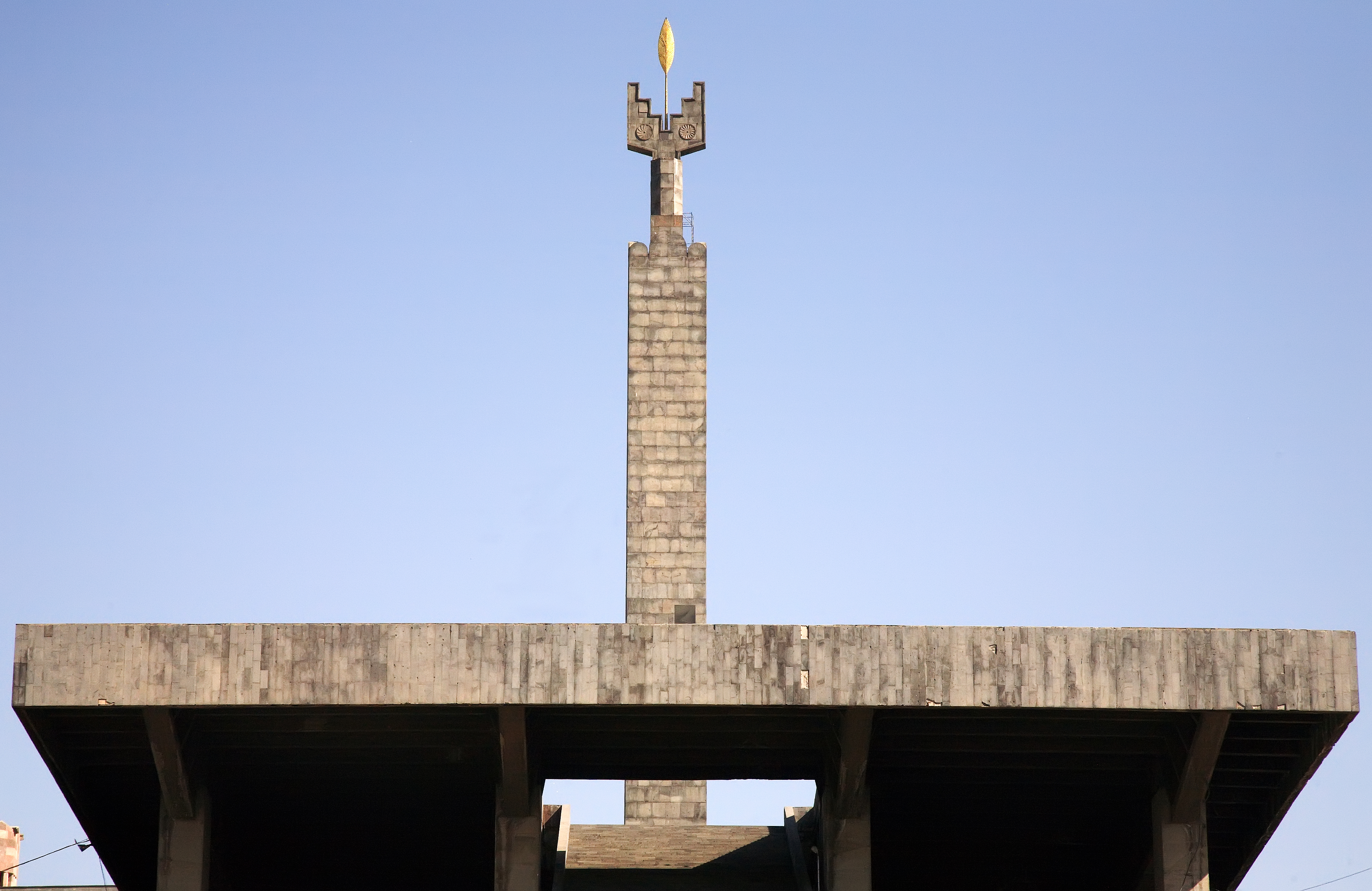
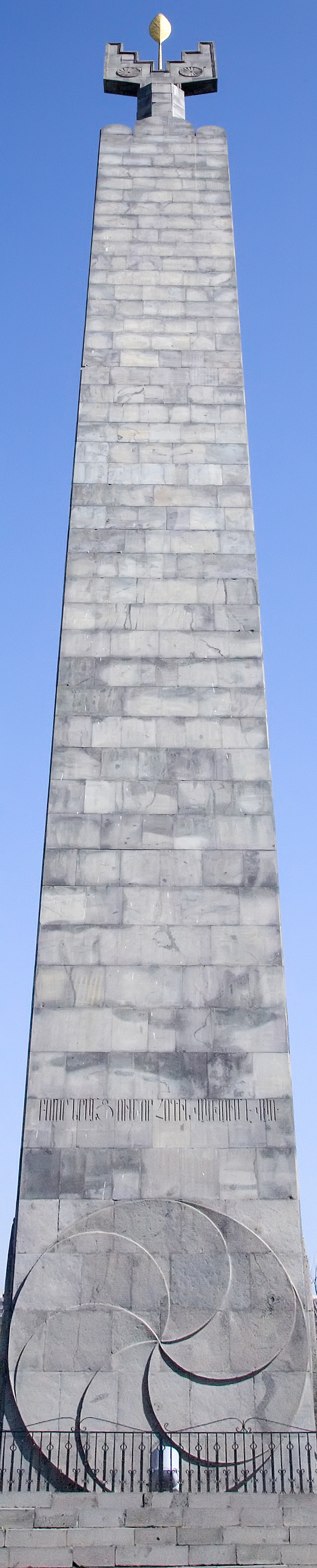
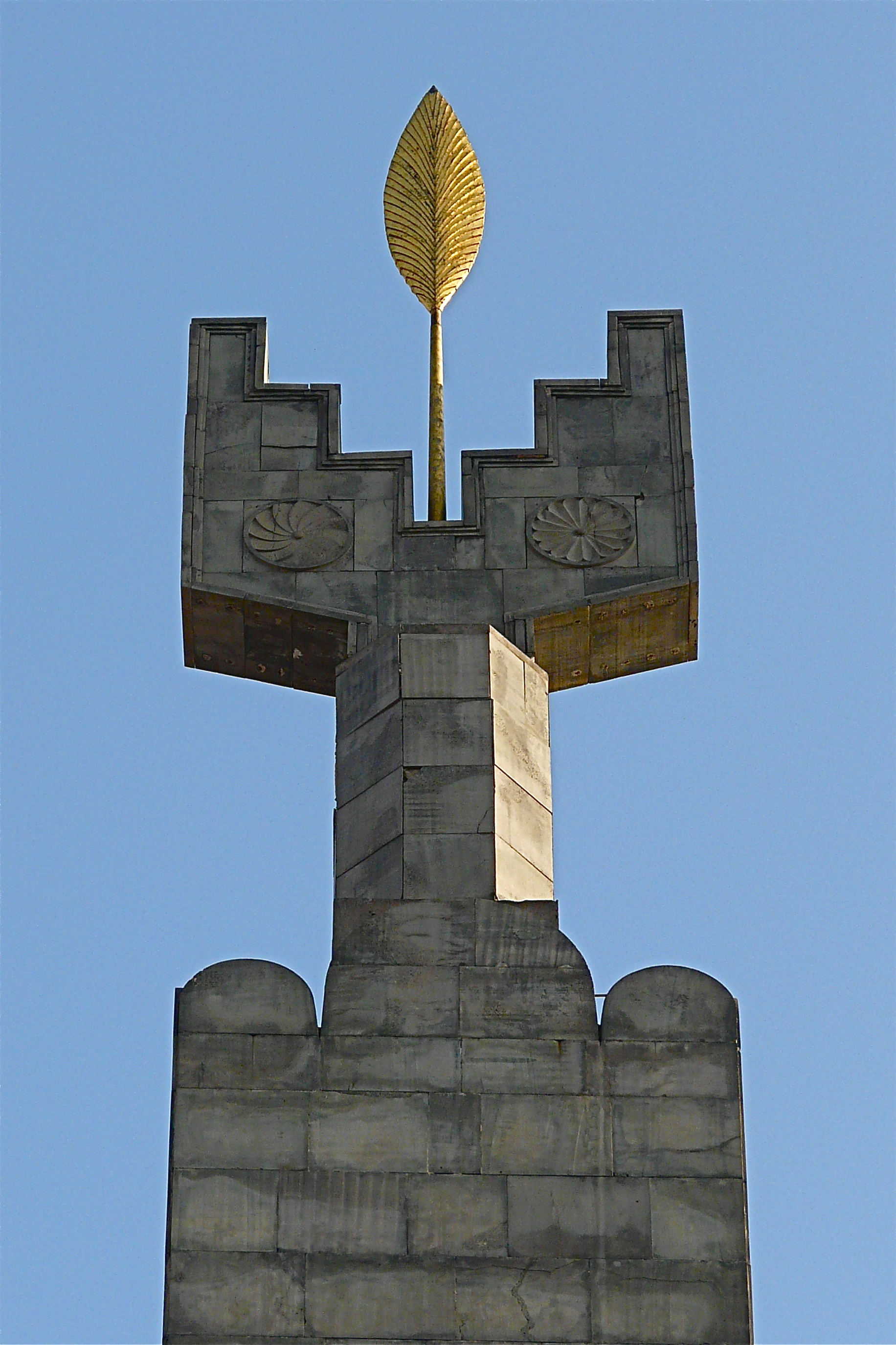
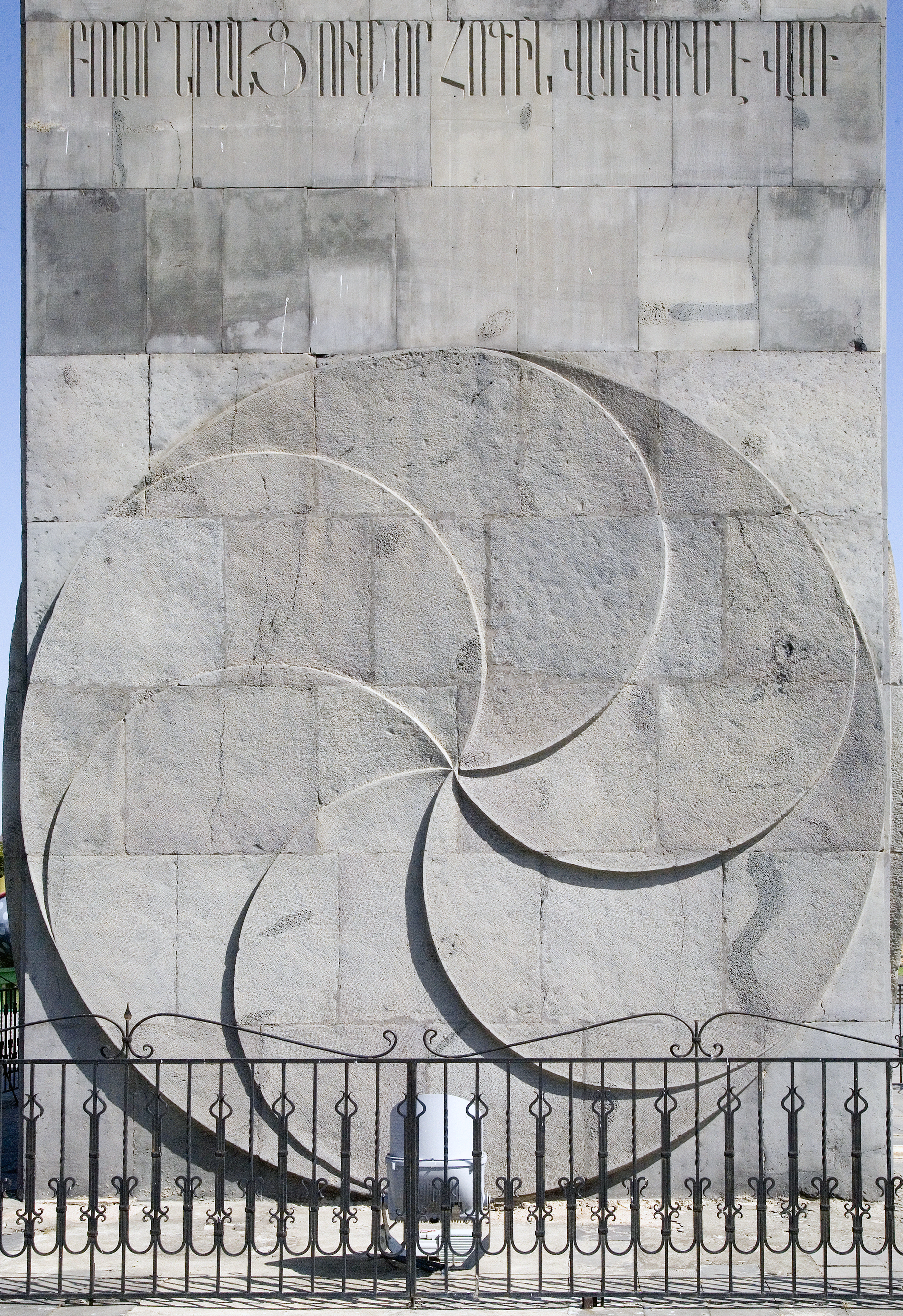
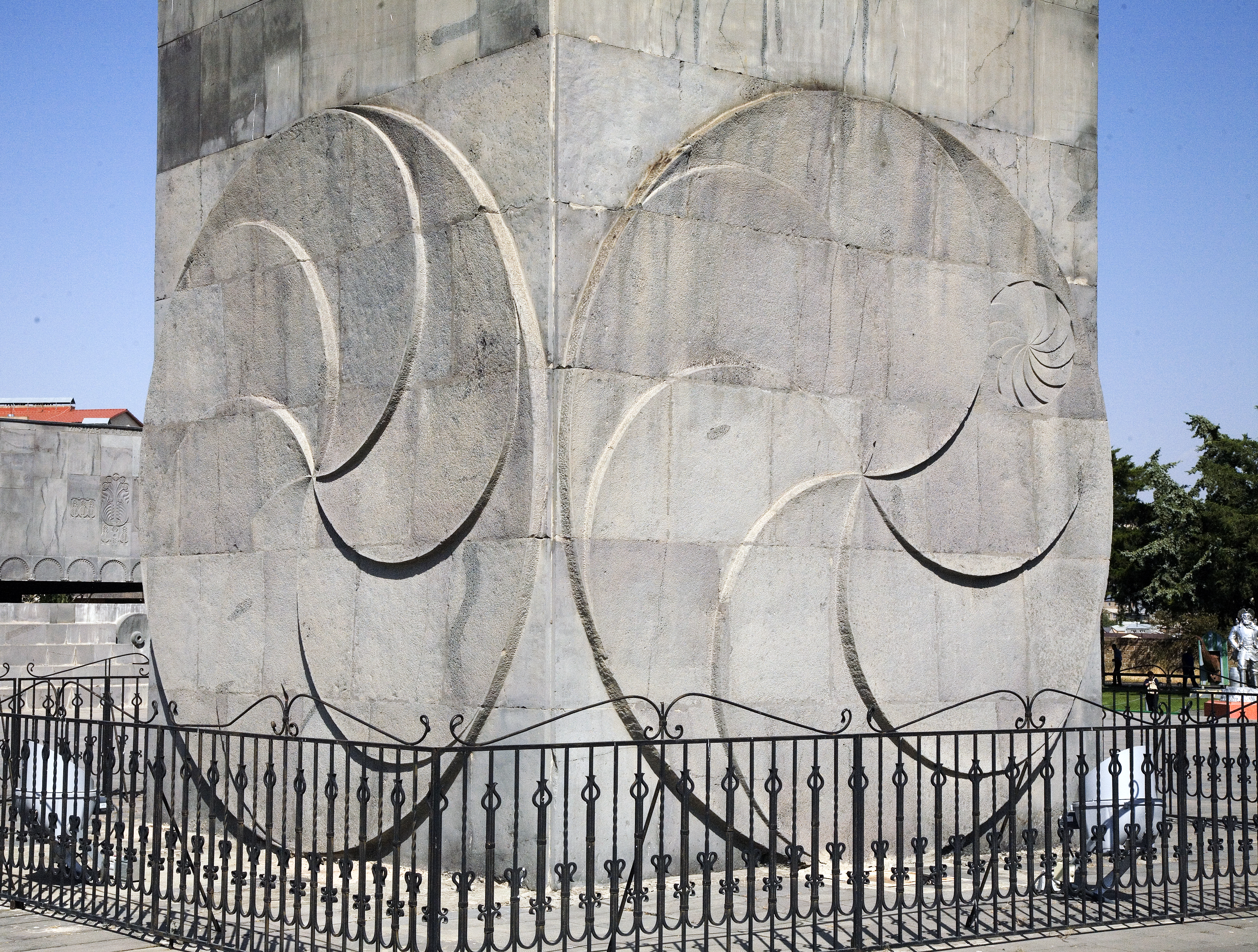
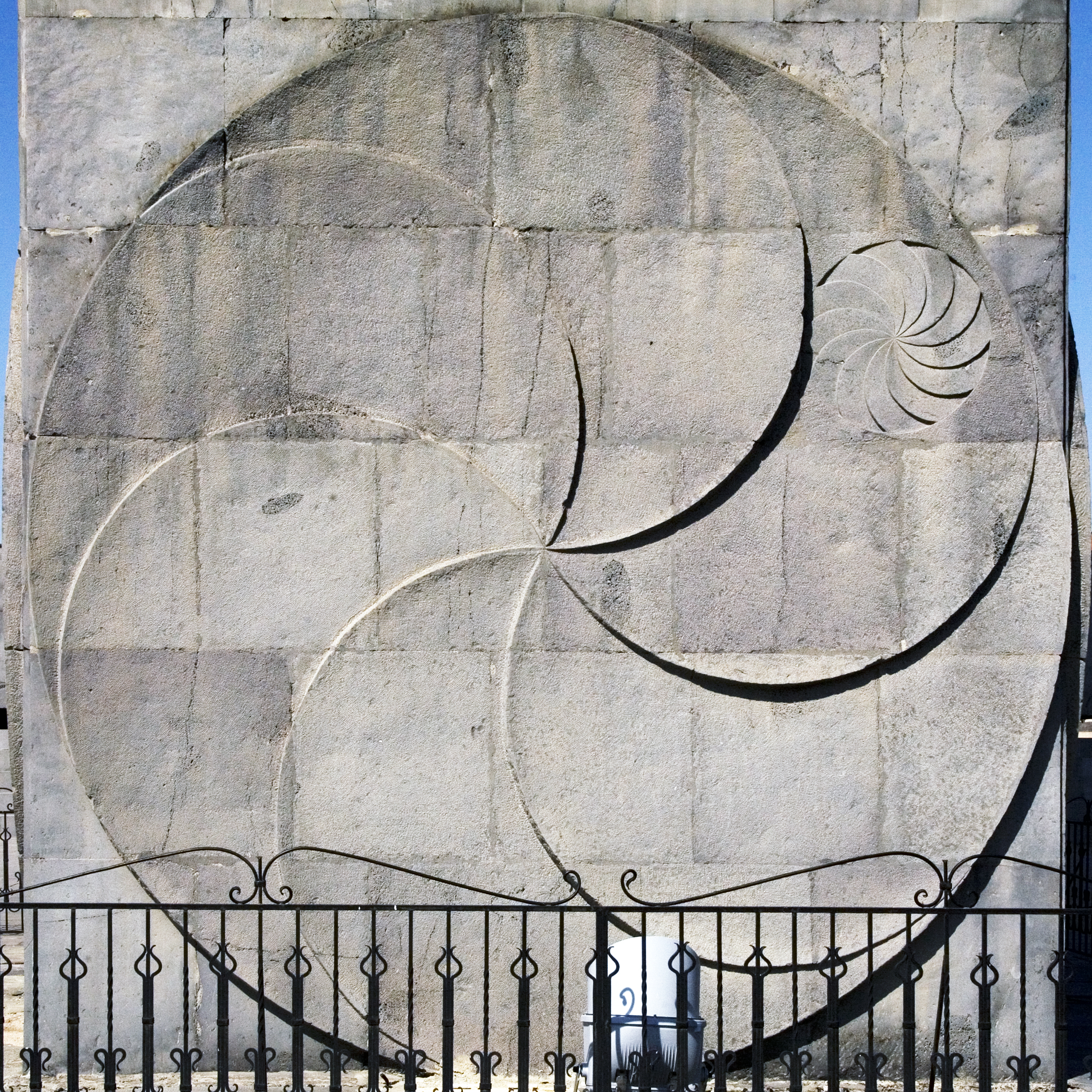
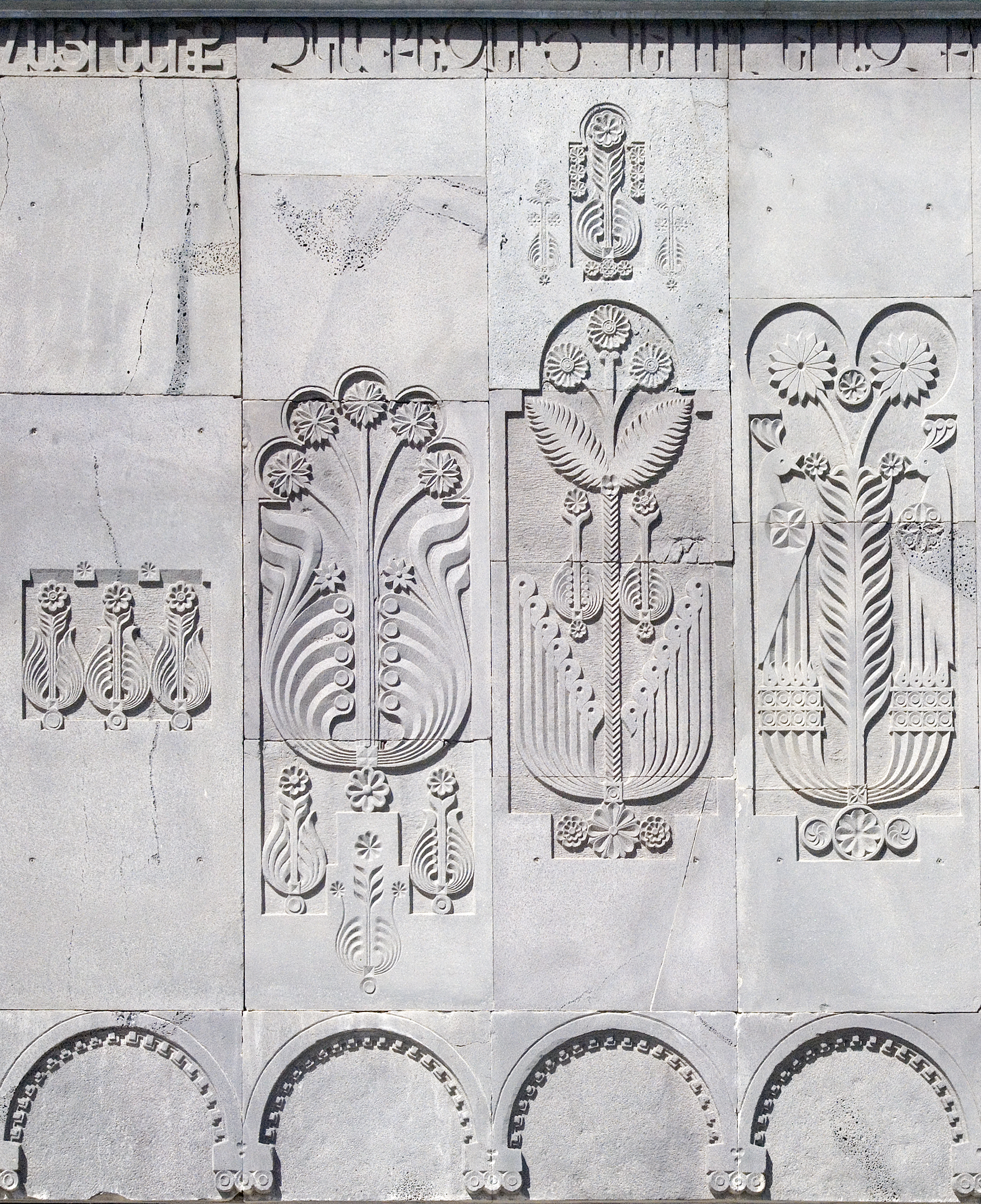
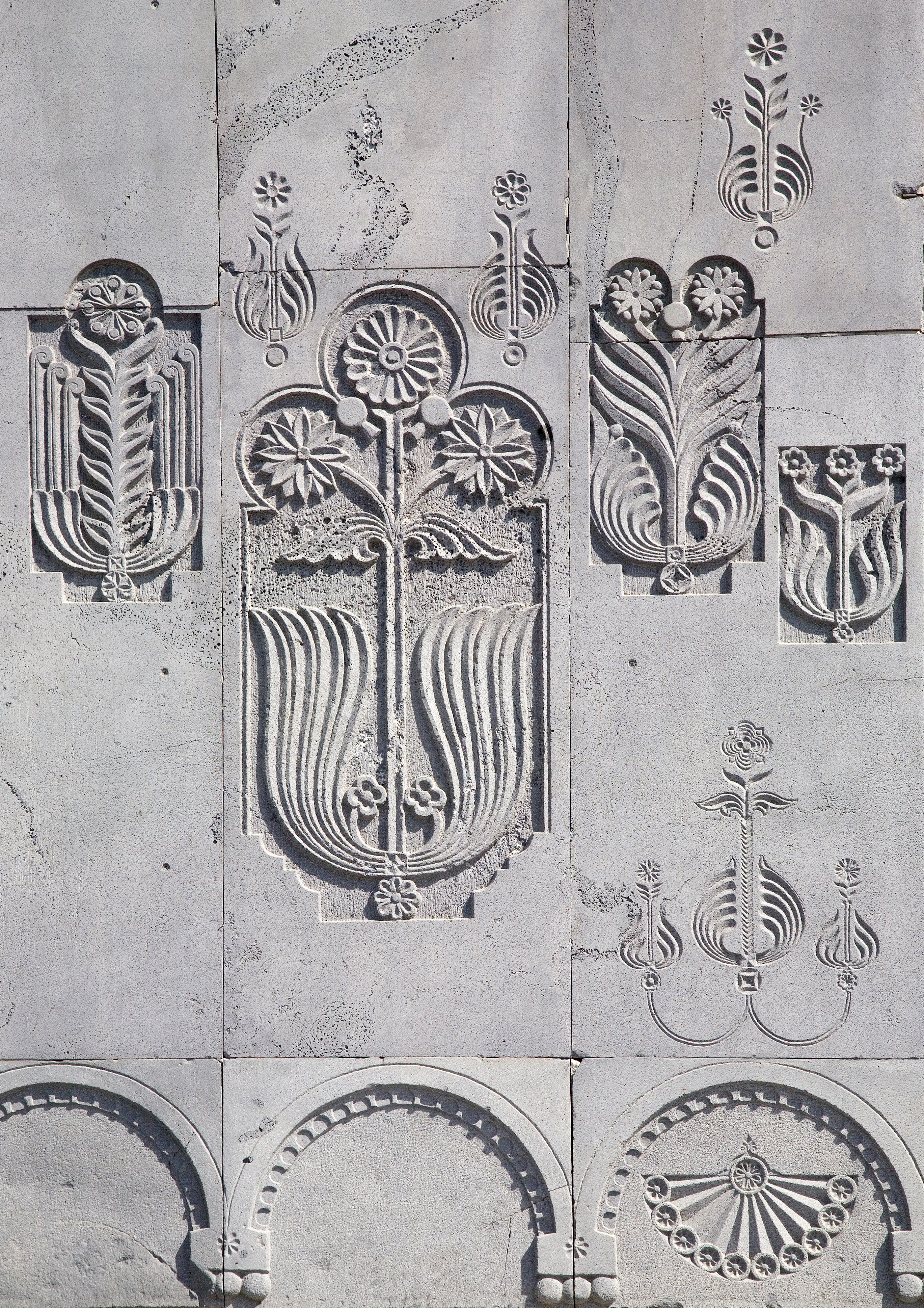
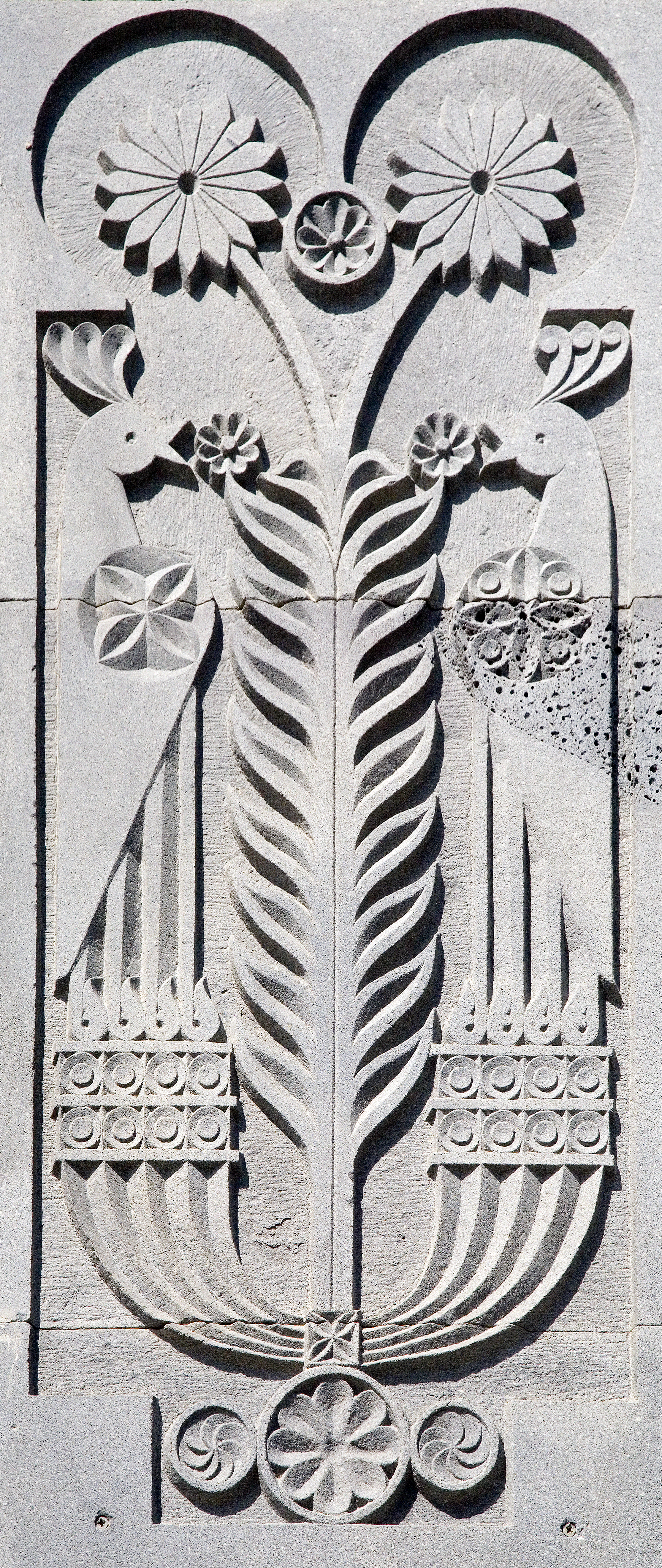
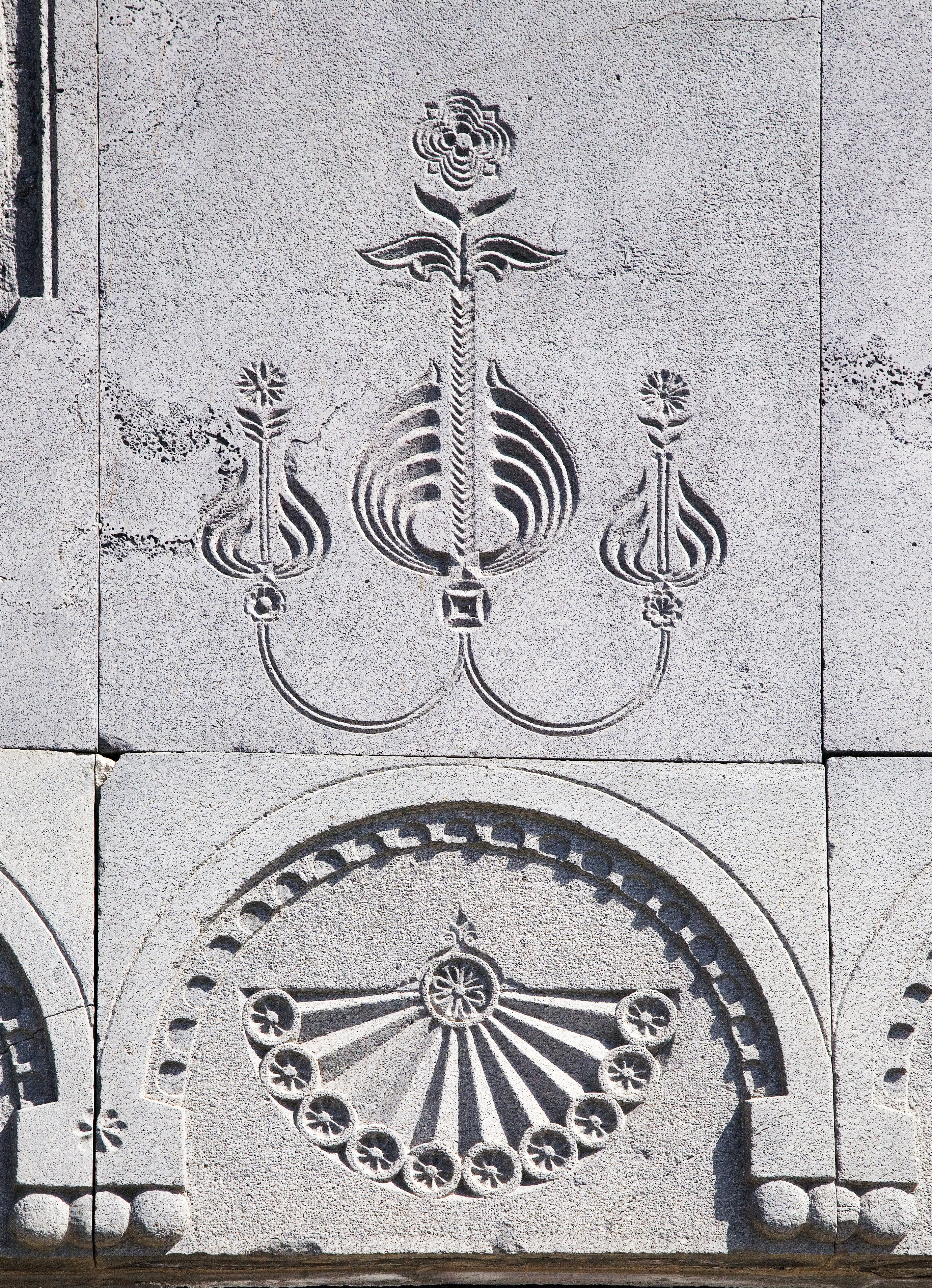
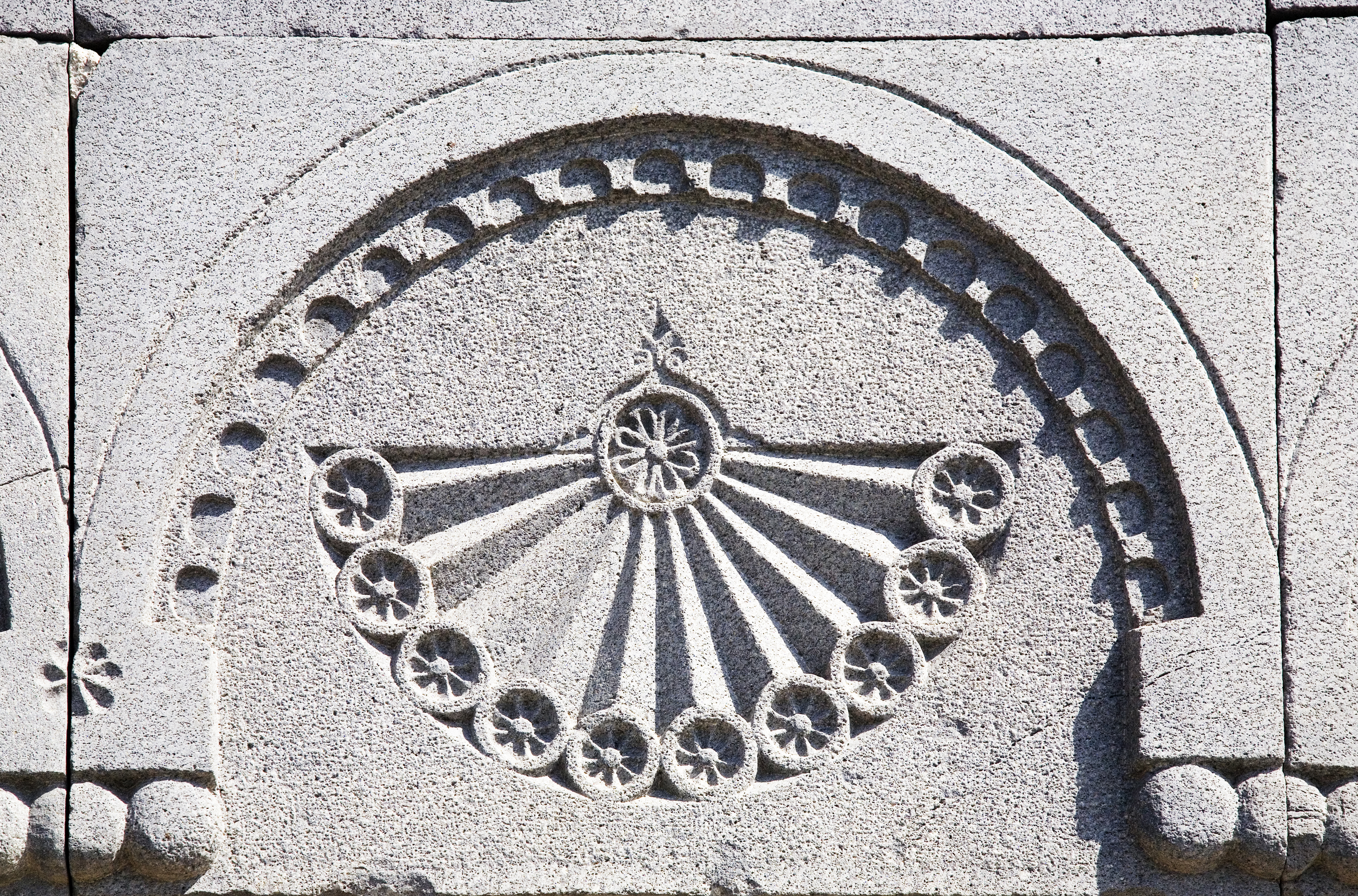